# Madeleine Caboche
 (mars 2010).
Si vous disposez d'ouvrages ou d'articles de référence ou si vous connaissez des sites web de qualité traitant du thème abordé ici, merci de compléter l'article en donnant les références utiles à sa vérifiabilité et en les liant à la section « Notes et références ».
Pour les articles homonymes, voir Caboche.
Madeleine Caboche originaire de Dunkerque et née en 1953 est une journaliste, productrice et animatrice de la radio suisse romande.

## Biographie
Madeleine Caboche a fait ses études de journalisme à l'Institut de l'Audiovisuel, à Paris.
Elle est d'abord engagée à France Inter Lyon avant d'animer l'émission Blues in the Night, le soir sur la Radio Suisse Romande. Puis suit Effets Divers avec Alex Décotte, émission quotidienne qui donne la parole aux auditeurs. Elle rencontre ensuite un grand succès avec l'émission Les Enfants du Troisième.
Depuis 1974, la journaliste présente des émissions sur La Première (radio suisse) ; c'est à elle que l'on doit notamment Mordicus et Rien n'est joué, qui abordent des thèmes de société et de culture. Sa dernière émission était consacrée à sa passion, les voyages, intitulée Détours.
Elle a pris sa retraite en 2016.